# Shibtu
Shibtu (Reinado c. 1775 - c. 1761 a. C.) fue la esposa de Zimri-Lim y reina consorte de la antigua ciudad estado de Mari, en la actual Siria. El historiador Abraham Malamat la describió como "la más prominente de las damas de Mari".

## Vida
Shibtu nació en la familia real del reino de Yamkhad. Sus padres eran Yarim-Lim I, rey de Yamkhad, y Gashera, su reina consorte. Zimri-Lim fue forzado a huir de Mari cuando su padre el rey, Yahdun-Lim, fue asesinado en una revuelta de palacio y Yasmah-Adad usurpó el trono. Zimri-Lim se alió con Yarim-Lim de Yamhad que le ayudó a recuperar su trono en Mari y su alianza se selló con el matrimonio de Zimri-Lim con Shibtu. Tuvieron al menos siete hijas y un hijo, que fue nombrado alcalde de una ciudad cercana. Muchas de sus hijas fueron casadas con otras familias reales del Antiguo Oriente Próximo, incluyendo Ibbatum, que se casó con Himidiya, rey de Andarik, e Inib-Sharri que se casó con Ibal-Addu, gobernante de Ashlakka.

### Reina de Mari
La correspondencia del rey con su esposa y con sus hijas casadas con reyes aliados es prueba de que Zimri-Lim tenía en alta estima a las mujeres y las consideraba competentes para tomar decisiones. Por ello, Shibtu disfrutó de amplios poderes administrativos como reina. Durante las ausencias de Zimri-Lim, Shibtu manejaba la administración de la ciudad, el palacio real y el templo. Las tablillas encontradas en Mari revelan una correspondencia regular entre Shibtu y su marido en su ausencia. Las cartas eran mayormente de naturaleza administrativa, incluyendo informes sobre el estado de la ciudad y reuniones informativas militares y de inteligencia. También se intercambiaron cartas personales, incluyendo una notificando al rey que había dado a luz mellizos, un niño y una niña. Las cartas de Shibtu reflejan un profundo afecto por su marido y preocupación por su salud y bienestar durante sus campañas. Zimri-Lim, asimismo, le envió cartas informándola de sus batallas y paradero, e instruyéndola sobre el funcionamiento de la ciudad. En una de sus cartas, Shibtu informa a Zimri-Lim, a su petición, sobre la profecía del oráculo de que el ataque babilónico contra Mari acabaría en fracaso. La profecía, sin embargo, se equivocaba y los babilonios bajo Hammurabi saquearon Mari en 1761 a. C.
Además de sus funciones políticas, Shibtu como todas las reinas sumerio-acadias y asirio-babilonias, dirigía y supervisaba su gran casa personal propietaria de latifundios y la producción de los talleres de artesanías y textiles de palacio.